# Doyen d'université (France)
Pour les articles homonymes, voir doyen.

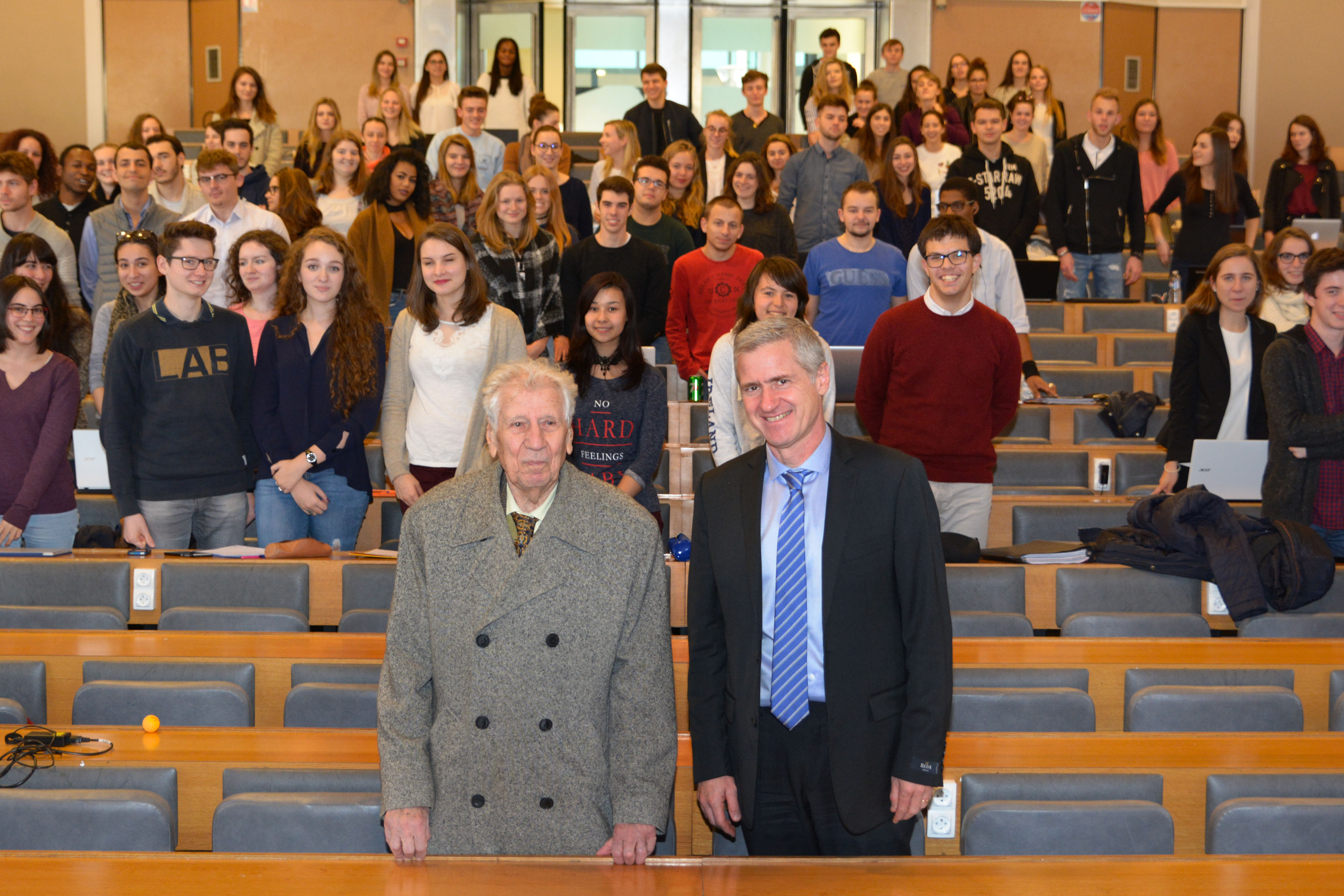
Élie Alfandari (à g.), premier doyen de la faculté de droit de l'université d'Orléans, aux côtés de son successeur Pierre Allorant (à d.) lors de sa nomination en 2016.

Le doyen est, en France, le personnage le plus élevé d'une faculté, une des structures constitutives de l'université qui, quant à elle, selon son organisation, est dirigée par un président ou recteur.
Le titre de doyen est honorifique. Ce titre a été utilisé jusqu'à la loi Faure de 1968, puis remplacé officiellement par celui de directeur d'unité d'enseignement et de recherche (UER) de 1968 à 1984, puis par celui de directeur d'unité de formation et de recherche (UFR) depuis cette dernière date. 
Le titre de « doyen » (et de « vice-doyen », le cas échéant) reste cependant en usage dans certaines universités sans pour autant avoir d'existence officielle. Il est utilisé simplement par tradition. Le titre officiel est directeur d'UFR pour les facultés d'État. Les facultés libres des instituts catholiques ont quant à elles gardé le titre officiel de « doyen » pour leur personnel de direction. 

#### Associations universitaires regroupant des doyens
- Conférence des doyens et directeurs des UFR scientifiques
- Conférence des doyens de droit et science politique